# كارلوس زامبرانو (لاعب كرة قاعدة)
كارلوس زامبرانو (بالإسبانية: Carlos Zambrano)‏ هو لاعب كرة قاعدة فنزويلي، ولد في 1 يونيو 1981 في بويرتو كابيلو في فنزويلا.

## وصلات خارجية
- كارلوس زامبرانو على موقع دوري كرة القاعدة الرئيسي (الإنجليزية)
- كارلوس زامبرانو على موقعبيزبول رفرنس.كوم (الدوري الرئيسي) (الإنجليزية)
- كارلوس زامبرانو على موقعبيزبول رفرنس.كوم (الدوري الثانوي) (الإنجليزية)
- كارلوس زامبرانو على موقع إي إس بي إن.كوم (أم.أل.بي) (الإنجليزية)
- كارلوس زامبرانو على موقع مشجعي الرسوم البيانية (الإنجليزية)